# In fuga col malloppo
In fuga col malloppo (Free Money) è un film del 1998 diretto da Yves Simoneau e interpretato da Marlon Brando. Il film è una commedia nera.

## Trama
Sven Sorenson è il sadico direttore di un penitenziario che non esita ad uccidere personalmente i detenuti se questi tentano la fuga. Un giorno le sue due figlie, Liv e Inge, gli rivelano di essere entrambe incinte di due balordi, Larry e Bud, coi quali quindi si sposano. Sven, che non ha mai visto di buon occhio i due, comincia a perseguitarli, facendoli sgobbare come muli e minacciandoli di morte se oseranno fare del male alle sue figlie. I due allora progettano una rapina ad un treno postale che va a buon fine, ma Sven che sospetta fortemente dei due, in particolare di Bud, riesce a far condannare quest'ultimo a vent'anni di prigione. Intanto salta fuori che una delle figlie non è incinta e l'altra ha un aborto spontaneo. Larry rimasto solo dato che le sorelle hanno nuovi fidanzati, fa evadere Bud e insieme si danno alla fuga, recuperato il bottino, ma vengono inseguiti da Sven che riesce a intrappolarli in una mietispazzatura ed è sul punto di ucciderli. Grazie all'aiuto di un'agente dell'FBI  Karen Polarski che da tempo indaga su Sven e lo arresta e lascia fuggire i due per l'aiuto prestato e per tutto quello che hanno passato.Larry e Bud vanno a vivere in una spiaggia caraibica dove ancora sono alle prese con due sorelle gemelle ed il loro padre che tanto assomiglia al direttore da cui sono appena sfuggiti. Sven viene arrestato e rinchiuso nel suo stesso penitenziario, ma anche in prigione continua a rimanere sadico e avido come sempre, schiavizzando barbaramente il suo compagno di cella e insultando il nuovo direttore del carcere che ha preso il suo posto, che però lo considera solo un povero pazzo.

## Personaggi e interpreti (parziale)
- Sven Sorenson, detto "lo Svedese", interpretato da Marlon Brando, doppiato in italiano da Carlo Sabatini.
È il direttore di un penitenziario americano situato nei pressi del confine con il Canada. Cristiano radicalizato nel fondamentalismo, è sadico e crudele al di là di ogni immaginazione, al punto tale che tortura e uccide i prigionieri del suo carcere senza tanti problemi. Ha due figlie, Liv e Inga, sposate con Bud e Larry. Sven renderà la vita dei suoi generi un inferno, minacciandoli di compiere su di loro una vendetta atroce se dovessero tradire le figlie.

## Distribuzione
Il film è stato distribuito negli Stati Uniti il 12 ottobre 1999. In Italia è stato distribuito dal 25 giugno 1999.
Il film è conosciuto anche con i titoli: Asalta como puedas in Spagna, Dolcsi vita in Ungheria, Free Money in Germania e Stati Uniti, Piru mieheksi in Finlandia.
Il film è stato censurato per varie scene di violenza, linguaggio e sessualità in Canada, Finlandia, Hong Kong, Singapore, Spagna, Stati Uniti e Islanda.